# Переяславцев, Андрей Фёдорович
Андрей Фёдорович Переяславцев (1827—1880) — юрист Военного ведомства; тайный советник.

## Биография
Родился в 1827 году. 
Окончив с отличием курс наук в Аудиторском училище военного министерства, 25 июля 1847 года он был определён на службу в аудиторский департамент Военного министерства — аудиторским помощником к новороссийскому генерал-губернатору П. И. Фёдорову. В следующем году, 15 августа 1848 года получил чин коллежского регистратора, со старшинством со дня поступления на действительную службу.
В 1852 году он был произведён в губернские секретари и 24 марта 1854 года был назначен в Санкт-Петербург, в Комендантское управление — обер-аудитором ордонансгауза. В этой должности 21 мая 1856 года он был командирован к генерал-адъютанту князю Васильчикову, производившему следствие о беспорядках по продовольствию войск бывших Крымской и Южной армии и по содержанию военных госпиталей южного края, а 18 ноября того же года переведён обер-аудитором в инспекторский департамент военного министерства.
В 1857 году был определён в инспекторский департамент Главного штаба, с производством в титулярные советники, а 12 апреля 1859 года стал коллежским асессором. В 1861 году награждён орденом Св. Станислава 2-й степени, в 1863 году — орденом Св. Владимира 4-й степени.
С 1 марта 1864 года он начал служить чиновником особых поручений в канцелярии статс-секретаря князя Голицына «по принятию прошений, на высочайшее имя приносимых», а 14 февраля 1865 года переведён в военное министерство с назначением состоять при аудиторском департаменте; 24 февраля того же года назначен членом особого комитета при министерстве Императорского двора для обсуждения предложений относительно применения новых судебных уставов к внутренней администрации министерств. Награждён орденом Св. Анны 2-й степени (1865).
В 1866—1867 годах состоял при Аудитариатском департаменте в чине статского советника (с 26 августа 1866 года); 10 июля 1867 года за участие в работах по составлению военно-учебного устава получил монаршее благоволение, а 12 ноября того же года — чин действительного статского советника, с назначением состоять членом следственной комиссии Главного военно-судного управления.
Со 2 августа 1870 года А. Ф. Переяславцев был назначен состоящим по Военному министерству. Награждён орденом Св. Владимира 3-й степени (1870) и орденом Св. Станислава 1-й степени (1871).
В 1879 году — 25 февраля был произведён в тайные советники, а 4 марта уволен со службы с мундиром.
Последние годы жизни занимался золотопромышленными делами на принадлежавших ему приисках в Восточной Сибири и в Пермской губернии. Скончался 30 августа (11 сентября) 1880 года на Маломальском прииске в Нерчинском округе. Похоронен на Смоленском кладбище Санкт-Петербурга.
За женой А. Ф. Переяславцева Елизаветой Ивановной Переяславцевой числилось в Санкт-Петербурге 4 каменных дома, участок земли и дача.